# Instrument de mesure

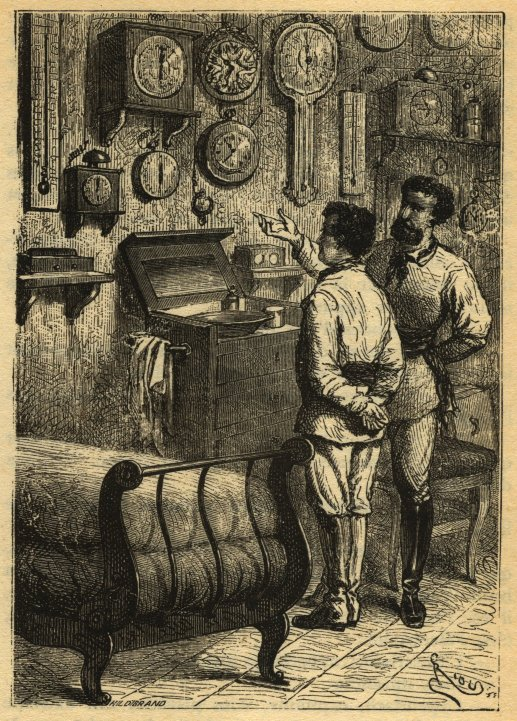
Le capitaine Nemo et le professeur Aronnax consultant les instruments de mesure dans Vingt mille lieues sous les mers.

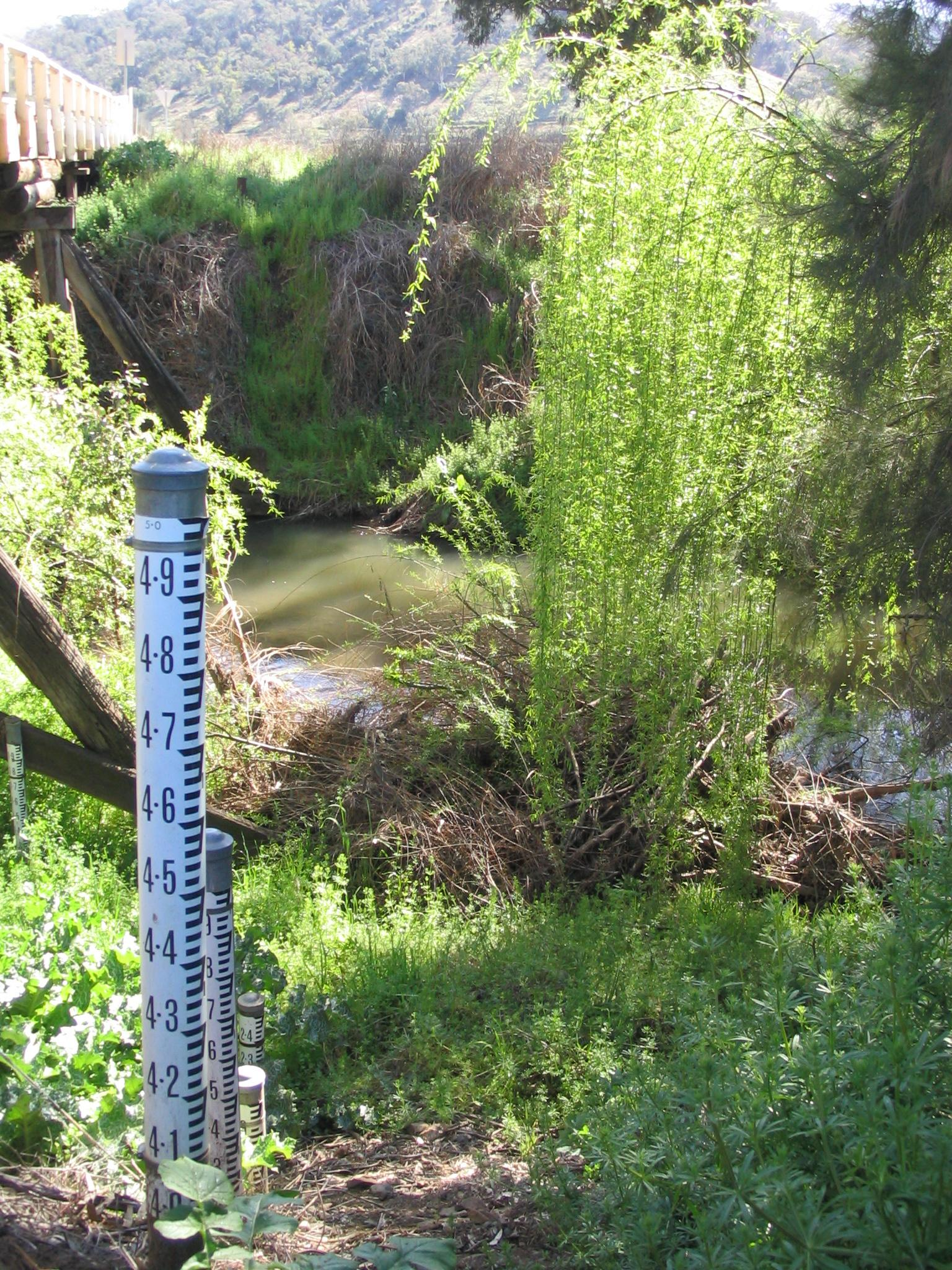
Jauge de profondeur servant à mesurer la hauteur d'eau dans un cours d'eau.

Un instrument de mesure (ou appareil de mesure) est un dispositif destiné à obtenir des valeurs qu'on puisse attribuer à une grandeur.
En physique et en sciences de l’ingénieur, mesurer consiste à comparer une grandeur physique qui caractérise un objet ou un phénomène avec celle de même nature choisie comme unité de mesure. La mesure est le nombre qui fixe la relation entre la grandeur mesurée et l’unité choisie.
En sciences sociales, on désigne par synecdoque comme instrument de mesure les méthodes qui permettent de constituer des grandeurs numériques qui puissent caractériser un phénomène, en les rendant autant que possible indépendantes des observateurs.

## Dispositifs de mesure physique
Une mesure physique se compose d'un nombre, appelé mesure, et d'une unité. La grandeur physique que l'on cherche à évaluer s'appelle le « mesurande ». Les instruments de mesure sont particuliers à un mesurande. Ils peuvent donner une mesure dans une ou plusieurs unités appropriées à ce mesurande.
Un thermomètre mural donne une lecture de 75 degrés Fahrenheit et 24 degrés Celsius.
Le mesurande est la température. L'instrument donne deux mesures, l'une, « 75 »,  avec l’unité « degré Fahrenheit », l'autre, « 24 » avec l'unité degré Celsius.
Les physiciens utilisent une grande variété d’instruments de mesure qui vont d’instruments aussi simples que la règle graduée à des instruments simples, mais dont la conception suppose la connaissance de lois physiques, comme le thermomètre, jusqu'à des dispositifs complexes qui traitent les influx provenant d'un ou de plusieurs capteurs.
La mesure peut se faire par comparaison directe :
- pour mesurer les longueurs, on peut comparer la dimension de l'objet avec celles d'un objet de référence, comme une règle graduée ;
- de la même manière pour les angles, on peut utiliser un rapporteur gradué.

La comparaison peut faire intervenir un dispositif modifiant l'intensité du phénomène, comme un levier dans les balances à fléau pour mesurer la masse, ou bien l'amplification d'un mouvement dans un comparateur.
L'instrument de mesure peut transformer un phénomène physique en un autre plus facilement mesurable.
Un télémètre permet une mesure de distance par l'évaluation des angles d'un triangle, sans avoir à toucher l'objet distant.
L'intensité du phénomène à mesurer doit être reliée au phénomène mesuré de manière non ambiguë. Par exemple :
- l'allongement d'un ressort est proportionnel à la force, donc en mesurant une longueur, on déduit la force, c'est le principe du peson et du dynamomètre ;
- à un endroit donné de la Terre, la masse est proportionnelle au poids, donc en mesurant le poids (une force), on peut déduire la masse. C'est ce qu'on fait en utilisant une balance Roberval avec des masses marquées en laiton ;
- un courant électrique parcourant une bobine crée un champ magnétique ; ce champ attire une aiguille métallique qui est retenue par un ressort de rappel ; on a donc transformé un courant électrique en force, puis une force en déviation angulaire, la déviation étant lisible à l'aide d'un compas, c'est le principe de l'ampèremètre ;
- pour mesurer une vitesse, les radars d'autoroute (cinémomètres) utilisent le décalage de fréquence d'une onde électromagnétique selon l'effet Doppler-Fizeau ; on a donc transformé une vitesse en une différence de fréquence.

Des transducteurs permettent de transformer de nombreux phénomènes en courant électrique. La plupart des appareils de mesure modernes évaluent au bout du compte une intensité de courant électrique, comparée ensuite à celle que produit l'exposition à des valeurs connues de la grandeur à mesurer. L’instrument de mesure comprend un capteur directement soumis à l'action du phénomène, et éventuellement un dispositif de traitement du signal que celui-ci produit.
Les appareils les plus précis corrigent, dans toute la mesure où elles sont connues, les erreurs systématiques et donnent une valeur de l'incertitude de mesure.

### Caractérisation des instruments
Les instruments de mesure se décrivent d'abord par leur mesurande : c'est la grandeur pour laquelle on attend une valeur numérique.
Pour un même usage, ils se différencient encore par leur résolution, c'est-à-dire la plus petite différence qu'ils puissent enregistrer entre deux valeurs, et leur précision relative ou exactitude.
Plusieurs qualités d'un instrument de mesure se déduisent de la répétition de nombreuses fois de la mesure d'un même phénomène. La justesse est l'accord entre la moyenne des résultats et la valeur de référence. L'étroitesse de la dispersion des résultats définit la fidélité.
D'autres qualités peuvent avoir une grande importance pratique, comme l'enregistrement des mesures, soit de façon analogique comme dans un baromètre enregistreur, soit de façon numérique. L'automatisation du processus de mesure est de nature à améliorer la fidélité de l'instrument.

## Sciences sociales
Les sciences sociales cherchent aussi à définir des grandeurs mesurables qui soient autant que possible indépendantes des observateurs. Ces grandeurs se déduisent de procédures d'investigation standardisées, comme des questionnaires, ou de statistiques. On désigne par synecdoque comme « instrument de mesure » les méthodes qui permettent de constituer ces grandeurs.
La note scolaire revendique ainsi souvent, en pédagogie, la qualité d'instrument de mesure des apprentissages.